# Haufeld
Haufeld ist ein Ortsteil der Stadt Rudolstadt im Landkreis Saalfeld-Rudolstadt in Thüringen.

## Geografie
Haufeld liegt in einer herzförmigen Talmulde südlich und westlich von bewaldeten Anhöhen bei den Nachbarorten Milbitz und bei Tännich flankiert. Die Entfernung nach Rudolstadt beträgt 16 km.
Geologisch befindet sich die Gemarkung in der Randlage des Thüringer Beckens an der Ilm-Saale-Kalkplatte. Die geologische Herkunft ist grundwasserferner Muschelkalk.
Nachbarorte sind Teichel, Treppendorf, Rettwitz und Neckeroda.

## Geschichte
Der landwirtschaftlich geprägte Ort wurde schon 802–817 erstmals urkundlich erwähnt. 1969 erfolgte in Haufeld der Aufbau einer Feldversuchsstation, die Landessortenversuche durchführte. Heute befindet sich hier noch ein Technikstützpunkt des Thüringer Feldversuchswesens.
Am 1. Januar 1997 bildeten Haufeld, die Städte Remda und Teichel sowie neun weitere Orte die neue Stadt Remda-Teichel. Zum 1. Januar 2019 wurde Haufeld im Zuge der Eingemeindung von Remda-Teichel ein Stadtteil von Rudolstadt.

## Sehenswürdigkeiten

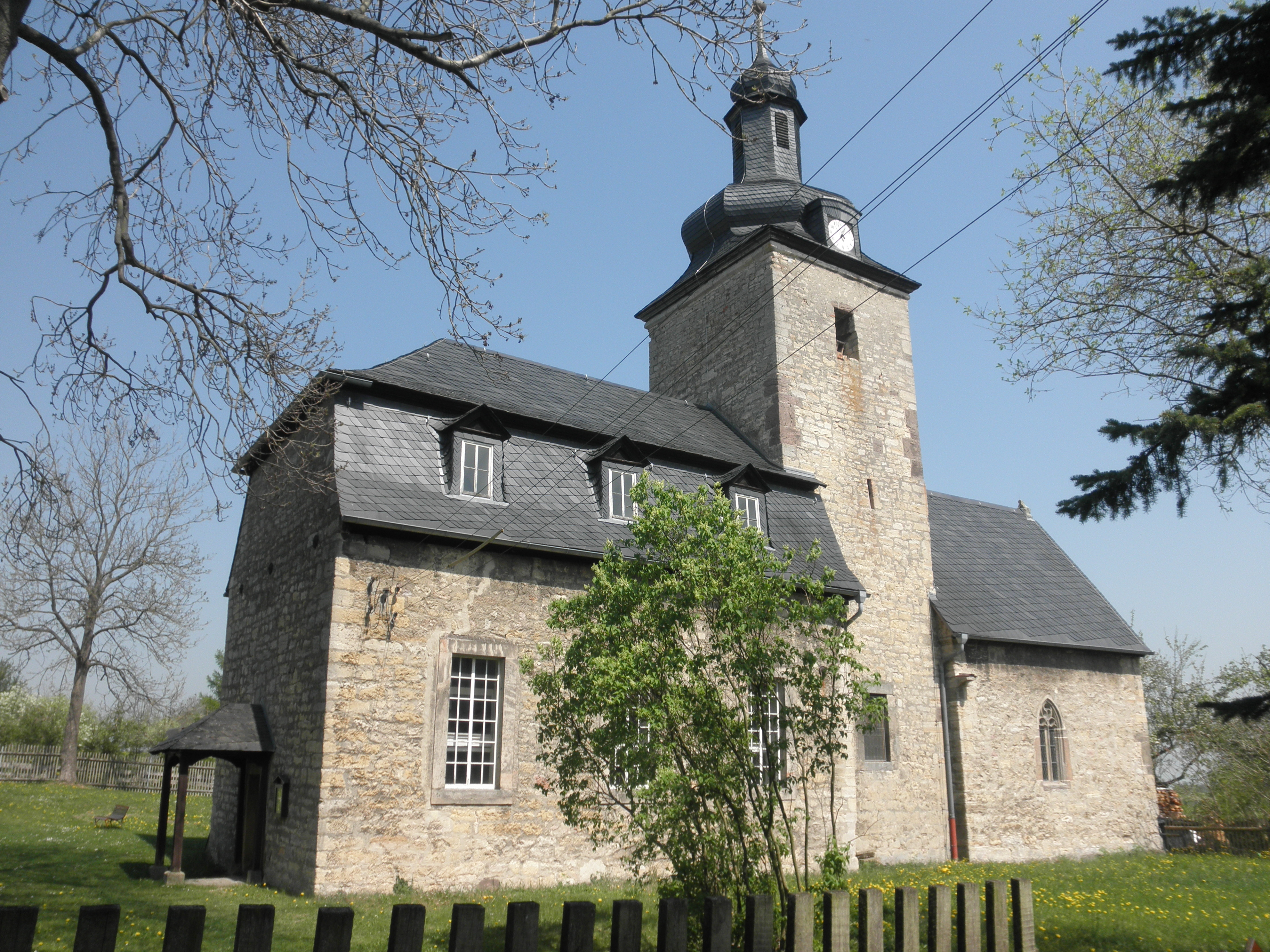
Gesamtansicht der Kirche

Die Christophorus-Kirche liegt am nördlichen Ortsrand. Ihr Turm befindet sich mittig, im Westen und Osten des Turms die beiden Kirchenschiffe. Die ursprüngliche Kirche mit Turm und dem östlichen Kirchenschiff wurde als romanische Wehrkirche im 10./11. Jahrhundert erbaut. Um 1370 entstanden die bedeutendsten noch erhaltenen gotischen Kirchen-Malereien von Thüringen in der Haufelder Kirche, mit Szenen aus der Bibel, symbolischen und Heiligendarstellungen. 1529 wurde die Kirche evangelisch. 1762 erhielt der Kirchturm seine jetzige Gestalt und Größe. Der westliche Teil des Kirchenschiffs wurde in barockem Stil mit Walmdach gebaut. 1931 entdeckte man die unter Putz liegenden bunten Wandmalereien wieder, die danach restauriert wurden. Zu DDR-Zeiten begann ein rapider Verfall der Fresken durch von oben eindringendes Wasser. Ab 1985 konnte durch Spenden der Einwohner der Turm neu gedeckt und das Dach über den Wandmalereien erneuert werden. 1993 erfolgte eine weitere umfangreiche Restaurierung der gesamten Kirche durch die Denkmalpflege in Erfurt.